# Naukšēni
Naukšēni (deutsch: Naukschen; estnisch: Nausküla) ist ein Ort und eine Gemeinde (Naukšēnu pagasts) im Norden Lettlands an der Grenze zu Estland. Es liegt an der Rūja in Vidzeme, dem historischen Livland. Von 2009 bis 2021 bildete Naukšēni mit der Gemeinde Koņi den Bezirk Naukšēni (Naukšēnu novads), der anschließend im Bezirk Valmiera aufging.
Der Ort bildete sich um das Gut Naukschen. Heute befinden sich hier eine Schule, eine Anstalt für Schwererziehbare, eine Post und eine Apotheke.

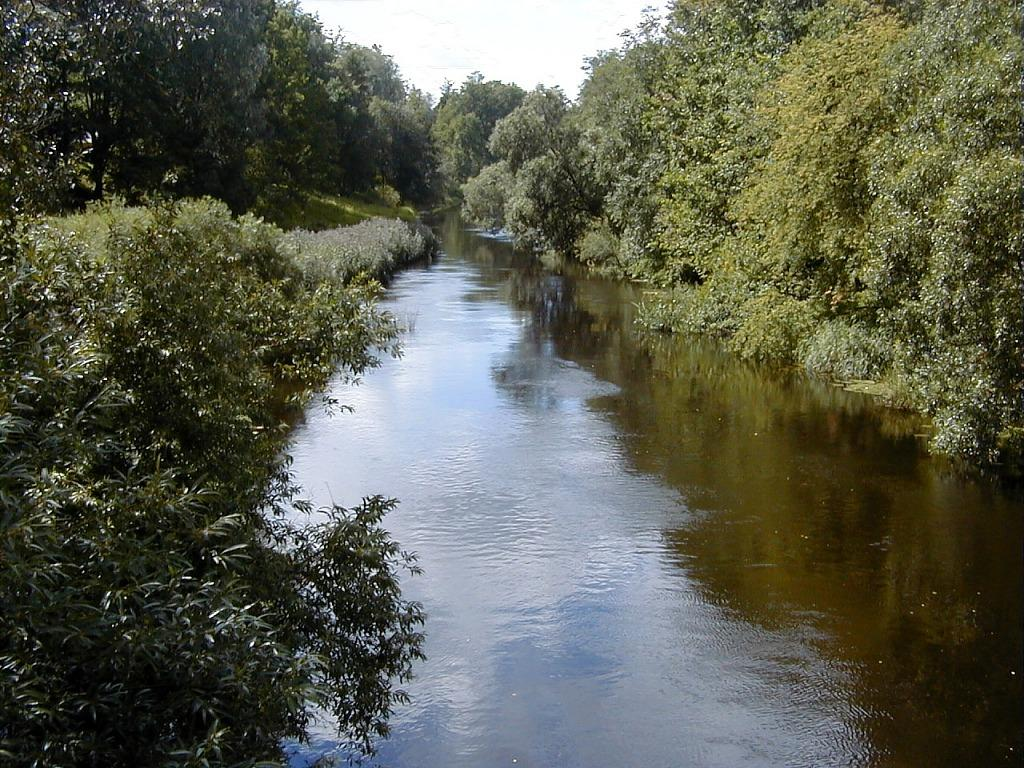
Die Rūja bei Naukšēni

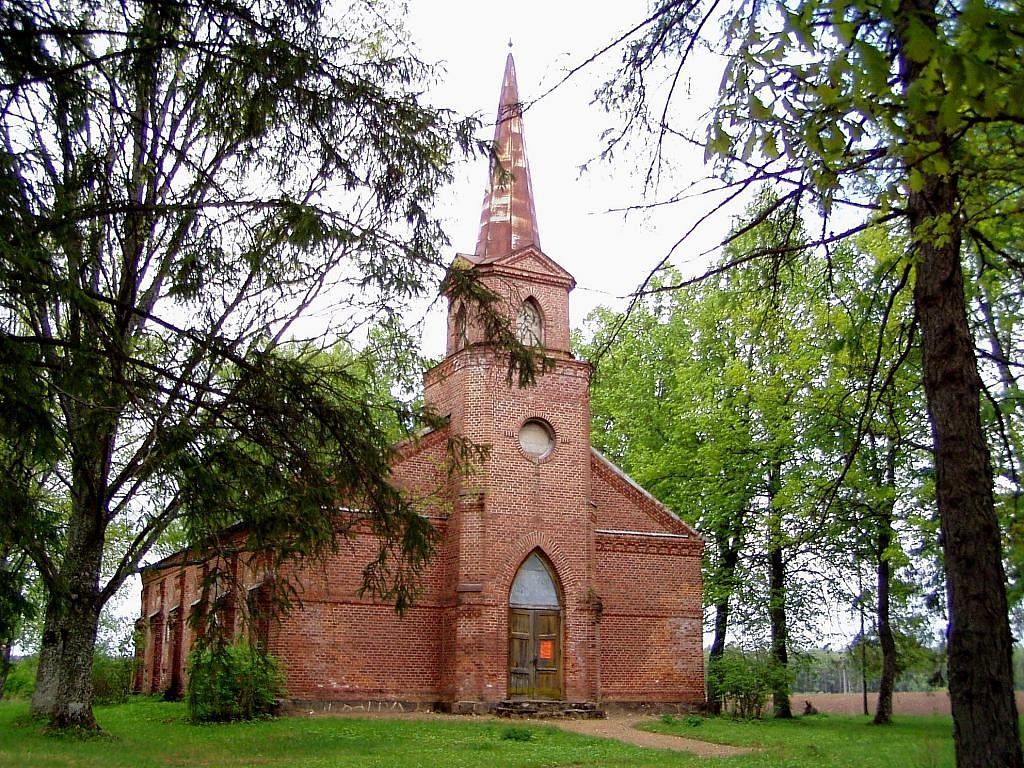
Lutherische Kirche Piksāri

## Naukšēnu pagasts
Naukšēni ist Hauptort der gleichnamigen Gemeinde, zu der noch die Ortschaften Tecēni, Doles, Piksāri, Ērmuižas, Mirķi und Nurmi zählen.

## Gut und Herrenhaus Naukschen
Das Hauptgebäude des Gutes Naukschen (Naukšēnu muižas pils), in dem sich heute ein Museum befindet, wurde 1820 im klassizistischen Stil erbaut und 1843 umgestaltet. Mehrere Nebengebäude sind ebenfalls erhalten geblieben. Rund um das Hauptgebäude befindet sich ein 50 Hektar großer Waldpark am Ufer der Rūja, der im 17. Jahrhundert angelegt und später verändert wurde. Der Herrenhauskomplex, bestehend aus Hauptgebäude, Scheune, Käserei und dem Park, steht als Kulturdenkmal unter staatlichem Schutz. Das Gut gehörte bis zur Enteignung 1920 dem Adelsgeschlecht Grote.

## Persönlichkeiten
- Arnis Kalniņš (1935–2023), Wirtschaftswissenschaftler und Politiker
- Līga Liepiņa (* 1946), sowjetische und lettische Theater- und Filmschauspielerin